# DK14
De DK14 (Pools: Droga krajowa nr 14) is een route op het Poolse nationale wegennet. De weg loopt door centraal Polen, van het zuidwesten richting het noordoosten richting de hoofdstad Warschau. De snelweg S14, die nog in ontwikkeling is, loopt deels parallel aan deze provinciale weg. 

## Steden langs de DK14
- Łowicz
- Głowno
- Łódź
- Pabianice
- Łask
- Zduńska Wola
- Sieradz
- Walichnowy

DK1 · DK2 · DK3 · DK4 · DK5 · DK6 · DK7 · DK8 · DK9 · DK10 · DK11 · DK12 · DK13 · DK14 · DK15 · DK16 · DK17 · DK18 · DK19 · DK20 · DK21 · DK22 · DK23 · DK24 · DK25 · DK26 · DK27 · DK28 · DK29 · DK30 · DK31 · DK32 · DK33 · DK34 · DK35 · DK36 · DK37 · DK38 · DK39 · DK40 · DK41 · DK42 · DK43 · DK44 · DK45 · DK46 · DK47 · DK48 · DK49 · DK50 · DK51 · DK52 · DK53 · DK54 · DK55 · DK56 · DK57 · DK58 · DK59 · DK60 · DK61 · DK62 · DK63 · DK64 · DK65 · DK66 · DK67 · DK68 · DK69 · DK70 · DK71 · DK72 · DK73 · DK74 · DK75 · DK76 · DK77 · DK78 · DK79 · DK80 · DK81 · DK82 · DK83 · DK84 · DK85 · DK86 · DK87 · DK88 · DK89 · DK90 · DK91 · DK92 · DK93 · DK94 · DK95 · DK96 · DK97 · DK98